# 1924년 전조선학생기독청년연합축구대회
1924년 전조선학생기독청년연합축구대회는 전조선학생기독청년연합축구대회의 1924년 시즌 축구 대회이다. 1924년 11월 14일부터 11월 15일까지 배재고등보통학교 운동장에서 개최되었다.

## 경기장
| 경기장                  | 도시 | 좌석 | 수용 | 부문   | 비고 |
| ----------------------- | ---- | ---- | ---- | ------ | ---- |
| 배재고등보통학교 운동장 | 경성 |      |      | 전부문 |      |

## 축구단
| 부문   | 축구단                          | 도시 | 첫 참가 | 횟수 | 비고 |
| ------ | ------------------------------- | ---- | ------- | ---- | ---- |
| 전문부 | 경성고등공업학교 축구단         | 경성 | 1924    | 1    |      |
| 전문부 | 세브란스연합의학전문학교 축구단 | 경성 | 1924    | 1    |      |
| 전문부 | 숭실대학 축구단                 | 평양 | 1924    | 1    |      |
| 전문부 | 연희전문학교 축구단             | 경성 | 1924    | 1    |      |
| 전문부 | 협성신학교 축구단               | 경성 | 1924    | 1    |      |
|        |                                 |      |         |      |      |
| 중학부 | 계성학교 축구단                 | 대구 | 1924    | 1    |      |
| 중학부 | 군산영명학교 축구단             | 군산 | 1924    | 1    |      |
| 중학부 | 배재고등보통학교 축구단         | 경성 | 1924    | 1    |      |
| 중학부 | 배재학당 축구단                 | 경성 | 1924    | 1    |      |
| 중학부 | 송도고등보통학교 축구단         | 개성 | 1924    | 1    |      |
| 중학부 | 숭실학교 축구단                 | 평양 | 1924    | 1    |      |
| 중학부 | 영명학교 축구단                 | 공주 | 1924    | 1    |      |
| 중학부 | 황성기독교청년회학관 축구단     | 경성 | 1924    | 1    |      |

## 전문부
|  | 1라운드                         | 1라운드           |                         |   | 4강 | 4강 |  |  | 결승 | 결승 |
|  |                                 |                   |                         |   |     |     |  |  |      |      |
|  |                                 |                   |                         |   |     |     |  |  |      |      |
|  |                                 |                   |                         |   |     |     |  |  |      |      |
|  |                                 |                   |                         |   |     |     |  |  |      |      |
|  | 11월 14일 - 경성                |                   |                         |   |     |     |  |  |      |      |
|  |                                 |                   |                         |   |     |     |  |  |      |      |
|  | 숭실대학 축구단                 | 1                 |                         |   |     |     |  |  |      |      |
|  | 숭실대학 축구단                 | 1                 | 11월 14일 - 경성        |   |     |     |  |  |      |      |
|  |                                 |                   | 연희전문학교 축구단     | 0 |     |     |  |  |      |      |
|  | 연희전문학교 축구단             | 1                 | 연희전문학교 축구단     | 0 |     |     |  |  |      |      |
|  | 연희전문학교 축구단             | 1                 | 11월 15일 - 경성        |   |     |     |  |  |      |      |
|  | 세브란스연합의학전문학교 축구단 | 0                 |                         |   |     |     |  |  |      |      |
|  | 세브란스연합의학전문학교 축구단 | 0                 | 숭실대학 축구단         | 3 |     |     |  |  |      |      |
|  |                                 |                   | 숭실대학 축구단         | 3 |     |     |  |  |      |      |
|  |                                 | 협성신학교 축구단 | 0                       |   |     |     |  |  |      |      |
|  |                                 | 협성신학교 축구단 | 0                       |   |     |     |  |  |      |      |
|  | 11월 14일 - 경성                |                   |                         |   |     |     |  |  |      |      |
|  |                                 |                   |                         |   |     |     |  |  |      |      |
|  | 협성신학교 축구단               | 1                 |                         |   |     |     |  |  |      |      |
|  | 협성신학교 축구단               | 1                 |                         |   |     |     |  |  |      |      |
|  |                                 |                   | 경성고등공업학교 축구단 | 0 |     |     |  |  |      |      |
|  |                                 |                   | 경성고등공업학교 축구단 | 0 |     |     |  |  |      |      |
|  |                                 |                   |                         |   |     |     |  |  |      |      |
|  |                                 |                   |                         |   |     |     |  |  |      |      |
|  |                                 |                   |                         |   |     |     |  |  |      |      |

전문부에서는 경성고등공업학교 축구단, 세브란스연합의학전문학교 축구단, 숭실대학 축구단, 연희전문학교 축구단, 협성신학교 축구단 등 5개 축구단이 참가했다.
1924년 11월 14일 10시 16분에 진행된 연희전문학교 축구단과 세브란스연합의학전문학교 축구단 간의 1라운드 경기는 연희전문학교 축구단이 1:0으로 승리하며 4강에 진출했다.
1924년 11월 14일 15시 36분에 진행된 숭실대학 축구단과 연희전문학교 축구단 간의 4강 첫 번째 경기는 숭실대학 축구단이 1:0으로 이기며 결승에 진출했고, 협성신학교 축구단과 경성고등공업학교 축구단 간의 4강 두 번째 경기는 협성신학교 축구단이 1:0으로 이기며 결승에 진출했다.
1924년 11월 15일 13시 10분에 진행된 숭실대학 축구단과 협성신학교 축구단 간의 결승 경기는 숭실대학 축구단이 3:0으로 이기며 우승을 차지했다.

## 중학부
|  | 8강                         | 8강              |                         |    | 4강 | 4강 |  |  | 결승 | 결승 |
|  |                             |                  |                         |    |     |     |  |  |      |      |
|  | 11월 14일 - 경성            |                  |                         |    |     |     |  |  |      |      |
|  |                             |                  |                         |    |     |     |  |  |      |      |
|  | 배재고등보통학교 축구단     | 4                |                         |    |     |     |  |  |      |      |
|  | 배재고등보통학교 축구단     | 4                | 11월 14일 - 경성        |    |     |     |  |  |      |      |
|  | 황성기독교청년회학관 축구단 | 0                |                         |    |     |     |  |  |      |      |
|  | 황성기독교청년회학관 축구단 | 0                | 배재고등보통학교 축구단 | 11 |     |     |  |  |      |      |
|  | 11월 14일 - 경성            |                  | 배재고등보통학교 축구단 | 11 |     |     |  |  |      |      |
|  |                             | 배재학당 축구단  | 0                       |    |     |     |  |  |      |      |
|  | 영명학교 축구단             | 배재학당 축구단  | 0                       | 1  |     |     |  |  |      |      |
|  | 영명학교 축구단             |                  | 11월 15일 - 경성        | 1  |     |     |  |  |      |      |
|  | 배재학당 축구단             | 3                |                         |    |     |     |  |  |      |      |
|  | 배재학당 축구단             | 3                | 배재고등보통학교 축구단 | 2  |     |     |  |  |      |      |
|  | 11월 14일 - 경성            |                  | 배재고등보통학교 축구단 | 2  |     |     |  |  |      |      |
|  |                             | 숭실학교 축구단  | 0                       |    |     |     |  |  |      |      |
|  | 군산영명학교 축구단         | 숭실학교 축구단  | 0                       | 1  |     |     |  |  |      |      |
|  | 군산영명학교 축구단         | 11월 14일 - 경성 |                         | 1  |     |     |  |  |      |      |
|  | 송도고등보통학교 축구단     | 1                |                         |    |     |     |  |  |      |      |
|  | 송도고등보통학교 축구단     | 1                | 군산영명학교 축구단     | 0  |     |     |  |  |      |      |
|  | 11월 14일 - 경성            |                  | 군산영명학교 축구단     | 0  |     |     |  |  |      |      |
|  |                             | 숭실학교 축구단  | 2                       |    |     |     |  |  |      |      |
|  | 계성학교 축구단             | 숭실학교 축구단  | 2                       | 0  |     |     |  |  |      |      |
|  | 계성학교 축구단             |                  |                         | 0  |     |     |  |  |      |      |
|  | 숭실학교 축구단             | 3                |                         |    |     |     |  |  |      |      |
|  | 숭실학교 축구단             | 3                |                         |    |     |     |  |  |      |      |

중학부에서는 계성학교 축구단, 군산영명학교 축구단, 배재고등보통학교 축구단, 배재학당 축구단, 송도고등보통학교 축구단, 숭실학교 축구단, 영명학교 축구단, 황성기독교청년회학관 축구단 등 8개 축구단이 참가했다.
1924년 11월 14일 11시 16분에 진행된 계성학교 축구단과 숭실학교 축구단 간의 8강 첫 번째 경기는 숭실학교 축구단이 3:0으로 이기며 4강에 진출했고, 같은 날 12시 19분에 시작된 영명학교 축구단과 배재학당 축구단 간의 8강 두 번째 경기는 배재학당 축구단이 3:1로 이기며 4강에 진출했다. 13시 19분에 진행된 배재고등보통학교 축구단과 황성기독교청년회학관 축구단 간의 8강 세 번째 경기는 배재고등보통학교 축구단이 4:0으로 이기며 4강에 진출했고, 14시 35분에 시작된 군산영명학교 축구단과 송도고등보통학교 축구단 간의 8강 네 번째 경기는 1:1로 비겨 대회 규정에 따른 경기 기록 점수가 높은 군산영명학교 축구단이 4강에 진출했다..
1924년 11월 15일 11시 이후에 시작된 배재고등보통학교 축구단과 배재학당 축구단 간의 4강 첫 번째 경기는 배재고등보통학교 축구단이 11:0으로 이기며 결승에 진출했고, 같은 날 12시 11분에 시작된 군산영명학교 축구단과 숭실학교 축구단 간의 4강 두 번째 경기는 숭실학교 축구단이 2:0으로 이기며 결승에 진출했다.
1924년 11월 15일 15시 10분에 진행된 배재고등보통학교 축구단과 숭실학교 축구단 간의 결승 경기는 배재고등보통학교 축구단이 2:0으로 이기며 우승을 차지했다.

## 참고 문헌
- 대한체육회 100주년 기념사업부 (2020). 《대한민국 체육 100년》. 대한체육회.
- 《대한민국 체육 100년 Ⅰ 통사 (민족과 함께 한 대한민국 체육 100년)》. 대한체육회. 2020.
- 《대한민국 체육 100년 Ⅱ 민족의 구심체, 조선체육회 (1920~1945)》. 대한체육회. 2020.
- 《대한민국 체육 100년 Ⅲ 세계를 향한 도전 (1945~1980)》. 대한체육회. 2020.
- 《대한민국 체육 100년 Ⅳ 스포츠로 꽃피운 대한민국 (1981~2000)》. 대한체육회. 2020.
- 《대한민국 체육 100년 Ⅴ 스포츠강국을 넘어 선진국으로(2001~2020)》. 대한체육회. 2020.
- 《韓國蹴球百年史(한국축구백년사)》. 대한축구협회. 1986.
- “基督學生蹴球會(기독학생축구회)”. 조선일보. 1924년 10월 11일.
- “基督學生蹴球(기독학생축구)”. 조선일보. 1924년 10월 15일.
- “第一囘學生基督靑年會(제일회학생기독청년회) 聯合蹴球大會(연합축구대회) 詳細追後(상세추후)”. 조선일보. 1924년 10월 17일.
- “第一囘全朝鮮學生基督靑年(제일회전조선학생기독청년) 聯合蹴球大會(연합축구대회)”. 조선일보. 1924년 10월 22일.
- “第一囘全朝鮮學生基督靑年聯合蹴球大會(제일회전조선학생기독청년연합축구대회)”. 조선일보. 1924년 10월 27일.
- “申請遝至(신청답지)하는”. 조선일보. 1924년 10월 29일.
- “第一囘全朝鮮學生基督靑年聯合蹴球大會(제일회전조선학생기독청년연합축구대회)”. 조선일보. 1924년 11월 2일.
- “臨迫(임박)한基督(기독) 蹴球大會(축구대회) 申請(신청)은明日(명일)까지”. 조선일보. 1924년 11월 4일.
- “第一囘全朝鮮(제일회전조선) 學生基督靑年(학생기독청년) 聯合蹴球大會(연합축구대회)”. 조선일보. 1924년 11월 4일.
- “蹴球叅加今日限(축구참가금일한)”. 조선일보. 1924년 11월 5일.
- “第一囘全朝鮮學生基督靑年(제일회전조선학생기독청년) 聯合蹴球大會(연합축구대회)”. 조선일보. 1924년 11월 5일.
- “基督蹴球(기독축구) 叅加團體(참가단체) 나머지團體(단체)는速(속)히申請(신청)하라”. 조선일보. 1924년 11월 7일.
- “第一囘全朝鮮基督學生靑年蹴球綱領(제일회전조선기독학생청년축구강령)”. 조선일보. 1924년 11월 10일.
- “또叅加(참가)”. 조선일보. 1924년 11월 11일.
- “蹴球大會委員决定(축구대회위원결정)”. 조선일보. 1924년 11월 11일.
- “第一囘全朝鮮基督學生靑年聯合蹴球大會(제일회전조선기독학생청년연합축구대회)”. 조선일보. 1924년 11월 12일.
- “大會(대회)를압두고 밤에는歡迎會(환영회)”. 조선일보. 1924년 11월 13일.
- “基督蹴球大會(기독축구대회) 籤抽(첨추)은今日(금일)”. 조선일보. 1924년 11월 13일.
- “全朝鮮學生基督靑年會(전조선학생기독청년회) 聯合蹴球大會(연합축구대회) 今日貞洞(금일정동)서第一戰(제일전)”. 조선일보. 1924년 11월 14일.
- “基督蹴球(기독축구) 금일부터시작”. 동아일보. 1924년 11월 14일.
- “今日第一囘全朝鮮基督學生靑年(금일제일회전조선기독학생청년) 聯合蹴球大會(연합축구대회)”. 조선일보. 1924년 11월 14일.
- “基督敎學生聯合蹴球大會(기독교학생연합축구대회)”. 조선일보. 1924년 11월 14일.
- “全朝鮮學生基督靑年會(전조선학생기독청년회) 聯合蹴球大會(연합축구대회)”. 조선일보. 1924년 11월 15일.
- “早朝(조조)부터大盛况(대성황)”. 조선일보. 1924년 11월 15일.
- “今日(금일) 第一囘全朝鮮基督學生靑年(제일회전조선기독학생청년) 聯合蹴球大會(연합축구대회)”. 조선일보. 1924년 11월 15일.
- “축구대회의첫날 (상)은 입장식 (하)는 경기광경”. 조선일보. 1924년 11월 15일.
- “全朝鮮學生基督靑年會(전조선학생기독청년회) 聯合蹴球大會(연합축구대회)”. 조선일보. 1924년 11월 16일.
- “축구대회의둘재날”. 조선일보. 1924년 11월 16일.
- “全朝鮮學生基督靑年會(전조선학생기독청년회) 聯合蹴球大會(연합축구대회) 莊重(장중)한優勝旗授與(우승기수여)”. 조선일보. 1924년 11월 17일.
- “第一回全期鮮基督敎靑年會聯合蹴球大會槪評(제일회전기선기독교청년회연합축구대회개평) 【一(일)】”. 조선일보. 1924년 11월 19일.
- “第一回全朝鮮基督敎靑年會聯合蹴球大會槪評(제일회전조선기독교청년회연합축구대회개평) 【二(이)】”. 조선일보. 1924년 11월 20일.